# ویتسترند
ویتسترند (به لاتین: Veitastrond) یک سکونتگاه مسکونی در نروژ است که در Luster واقع شده‌است.

## خصوصیات
ویتسترند ۱۷۴ متر بالاتر از سطح دریا واقع شده‌است.